# Марко Бенассі
Марко Бенассі (італ. Marco Benassi, нар. 8 вересня 1994, Модена) — італійський футболіст, центральний півзахисник «Фіорентіни». На правах оренди грає за «Кремонезе».

## Клубна кар'єра
Народився 8 вересня 1994 року в місті Модена. Вихованець юнацької команди «Модени». У 2011 році «Інтернаціонале» викупив частину прав на молодого гравця. У складі молодіжних команд міланського клубу він вигравав Прімаверу, турнір Беретті, Trofeo TIM і NextGen Series. 
У 2012 року Марко був заявлений за першу команду «Інтера» на Лігу Європи 2012/13. У жовтні 2012 Марко уклав з клубом новий п'ятирічний контракт. 22 листопада він дебютував за команду в матчі Ліги Європи з казанським «Рубіном». У Серії А Марко дебютував 12 січня 2013 році в матчі проти «Пескари». Проте закріпитись у міланському клубі Марко не зумів, через що на сезон 2013/14 був відданий в оренду в «Ліворно».
В липні 2014 року на правах співволодіння перейшов у «Торіно», в рамках трансферу, за яким Даніло Д'Амброзіо перейшов в «Інтер» в січні того ж року. 25 червня 2015 року, після завершення терміну спільного володіння, «Торіно» придбав іншу половину прав на футболіста. За три сезони відіграв за туринську команду 85 матчів в національному чемпіонаті, забишви 11 голів.
9 серпня 2019 року уклав п'ятирічний контракт з «Фіорентиною».
12 вересня 2020 року на умовах оренди приєднався до «Верони». Перебування у веронській команді було вкрай невдалим — гравця переслідували травми і за цілий сезон 2020/21 він у її склдаі в офіційних іграх так і не дебютував. Влітку 2021 року повернувся до лав «Фіорентини», а за півроку був орендований «Емполі», в якому провів другу половину сезону 2021/22.
А другу половину сезону 2022/23 проводив вже в «Кремонезе», також як орендований гравець.

## Виступи за збірні
2011 року дебютував у складі юнацької збірної Італії, взяв участь у 21 іграх на юнацькому рівні, відзначившись 2 забитими голами.
Протягом 2013—2016 років залучався до складу молодіжної збірної Італії. На молодіжному рівні зіграв у 17 офіційних матчах, забив 5 голів. Брав участь у молодіжному Євро-2015, де забив дубль в останньому матчі групового етапу проти Англії, але італійці не змогли подолати груповий етап.

## Статистика виступів

### Статистика клубних виступів
Станом на 2 серпня 2023 року
| Сезон                  | Команда                | Чемпіонат              | Чемпіонат | Чемпіонат | Національний кубок | Національний кубок | Національний кубок | Континентальні кубки | Континентальні кубки | Континентальні кубки | Інші змагання | Інші змагання | Інші змагання | Усього | Усього |
| Сезон                  | Команда                | Ліга                   | Ігор      | Голів     | Ліга               | Ігор               | Голів              | Ліга                 | Ігор                 | Голів                | Ліга          | Ігор          | Голів         | Ігор   | Голів  |
| ---------------------- | ---------------------- | ---------------------- | --------- | --------- | ------------------ | ------------------ | ------------------ | -------------------- | -------------------- | -------------------- | ------------- | ------------- | ------------- | ------ | ------ |
| 2012–13                | «Інтернаціонале»       | A                      | 6         | 0         | КІ                 | 3                  | 0                  | ЛЄ                   | 4                    | 1                    | -             | -             | -             | 13     | 1      |
| 2013–14                | «Ліворно»              | A                      | 20        | 2         | КІ                 | 1                  | 0                  | -                    | -                    | -                    | -             | -             | -             | 21     | 2      |
| 2014–15                | «Торіно»               | A                      | 25        | 3         | КІ                 | 0                  | 0                  | ЛЄ                   | 11                   | 0                    | -             | -             | -             | 36     | 3      |
| 2015–16                | «Торіно»               | A                      | 32        | 3         | КІ                 | 1                  | 1                  | -                    | -                    | -                    | -             | -             | -             | 33     | 4      |
| 2016–17                | «Торіно»               | A                      | 28        | 5         | КІ                 | 1                  | 0                  | -                    | -                    | -                    | -             | -             | -             | 29     | 5      |
| Усього за «Торіно»     | Усього за «Торіно»     | Усього за «Торіно»     | 85        | 11        |                    | 2                  | 1                  |                      | 11                   | 0                    |               | -             | -             | 98     | 12     |
| 2017–18                | «Фіорентина»           | A                      | 35        | 5         | КІ                 | 2                  | 0                  | -                    | -                    | -                    | -             | -             | -             | 37     | 5      |
| 2018–19                | «Фіорентина»           | A                      | 32        | 7         | КІ                 | 4                  | 2                  | -                    | -                    | -                    | -             | -             | -             | 36     | 9      |
| 2019–20                | «Фіорентина»           | A                      | 18        | 1         | КІ                 | 4                  | 2                  | -                    | -                    | -                    | -             | -             | -             | 22     | 3      |
| 2020–21                | «Верона»               | A                      | 0         | 0         | КІ                 | 0                  | 0                  | -                    | -                    | -                    | -             | -             | -             | 0      | 0      |
| 2021-січ. 2022         | «Фіорентина»           | A                      | 6         | 0         | КІ                 | 2                  | 0                  | -                    | -                    | -                    | -             | -             | -             | 8      | 0      |
| січ.-черв. 2022        | «Емполі»               | A                      | 12        | 0         | -                  | -                  | -                  | -                    | -                    | -                    | -             | -             | -             | 12     | 0      |
| 2022-січ. 2023         | «Фіорентина»           | A                      | 2         | 0         | КІ                 | 0                  | 0                  | ЛК                   | 1                    | 0                    | -             | -             | -             | 3      | 0      |
| Усього за «Фіорентину» | Усього за «Фіорентину» | Усього за «Фіорентину» | 93        | 13        |                    | 12                 | 4                  |                      | 1                    | 0                    |               | -             | -             | 106    | 17     |
| січ.-черв. 2023        | «Кремонезе»            | A                      | 9         | 0         | КІ                 | 1                  | 0                  | -                    | -                    | -                    | -             | -             | -             | 10     | 0      |
| Усього за кар'єру      | Усього за кар'єру      | Усього за кар'єру      | 225       | 26        |                    | 19                 | 5                  |                      | 16                   | 1                    |               | -             | -             | 260    | 32     |